# Kazamata (architektura)

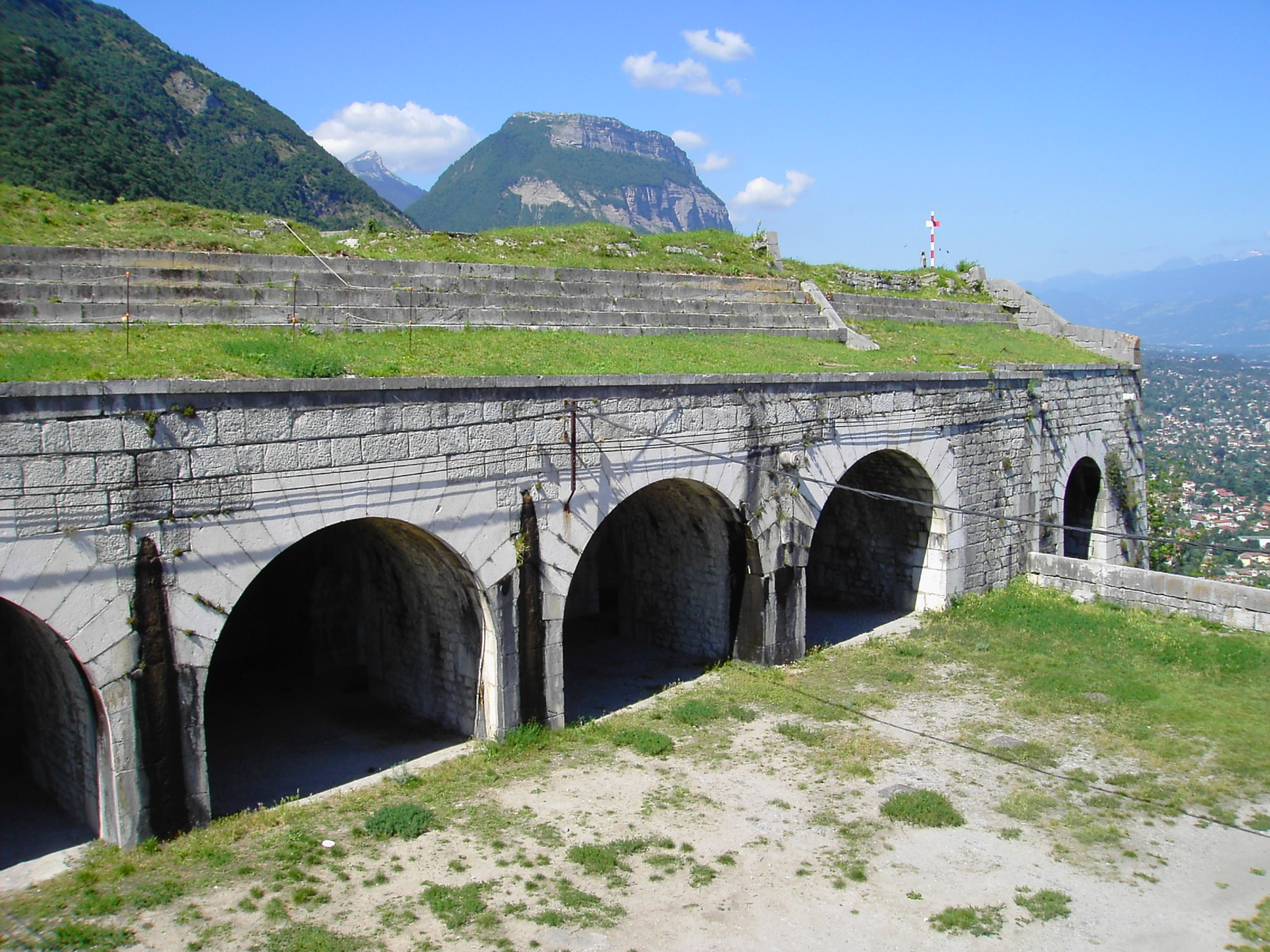
Kazamata w wale fortu w Grenoble

Kazamata – schron w twierdzy bastionowej lub w forcie w dawnych fortyfikacjach. 
Była to budowla o sklepieniu wykonanym z cegły lub betonu fortecznego, chroniącym przed ogniem artyleryjskim, zabezpieczona od góry grubą warstwą ziemi. Kazamaty mogły być przystosowane do prowadzenia z nich ognia strzeleckiego, istniały też kazamaty działowe (artyleryjskie), kazamaty magazynowe, służące do przechowywania zapasów, kazamaty mieszkalne, służące do przebywania w nich części odpoczywającej załogi. Do kazamat prowadził podziemny chodnik, zwany poterną. 
Nazwa „kazamata” stosowana jest również w kontekście używania kazamat fortów jako ciężkiego więzienia wojskowego.